# Melanophylla perrieri
Melanophylla perrieri är en tvåhjärtbladig växtart som beskrevs av Keraudr. Melanophylla perrieri ingår i släktet Melanophylla och familjen Torricelliaceae. Inga underarter finns listade. Den är endemisk för Madagaskar och har uppkallats efter den franske botanikern Joseph Marie Henry Alfred Perrier de la Bâthie.